# Верхнеуральский уезд
Верхнеура́льский уе́зд — административная единица в Оренбургской губернии Российской империи, Уфимской губернии и Челябинской губернии РСФСР, существовавшая в 1781—1923 годах. Уездный город — Верхнеуральск.

## История
Уезд образован в 1781 году в составе Оренбургской области Уфимского наместничества. С 1796 года — в составе Оренбургской губернии. По решению ВЦИК (20 марта 1919 года) Авзяно-Петровская, Ахуновская, Белорецкая, Кагинская, Катайская, Кубеляк-Телевская, Ломовская, Тамьян-Тангауровская, Тептян-Учалинская, Тирлянская и Узянская волости Верхнеуральского уезда отошли в состав Тамьян-Катайского кантона создававшейся Башкирской автономии.
19.10.1919 Верхнеуральский уезд присоединён к Уфимской губернии.
Часть территории уезда (Кирсинская волость, ст-цы Березинская, Боборыкинская, Браиловская, Великопетровская, Верхнеуральская, Карагайская, Кизильская, Красинская, Куликовская, Магнитная, Обручевская, Полоцкая, Черниговская, Янгельская) с 1 января 1920 года была включена в состав Челябинской губернии. 20 августа 1920 года декретом ВЦИК Верхнеуральский уезд перечисляется из Уфимской губернии в Челябинскую.
Верхнеуральский уезд был ликвидирован 1 октября 1923 года; его территория присоединена к Троицкому уезду.

## География

### Географическое положение
Верхнеуральский уезд (43901 кв. вёрст) находился в северо-восточной части Оренбургской губернии. На севере Верхнеуральский уезд граничил с Троицким уездом Оренбургской губернии и с Златоустовским и Уфимским уездами Уфимской губернии, на западе — со Стерлитамакским уездом Уфимской губернии, на юге — с Орским уездом Оренбургской губернии и на востоке — с Тургайской областью. Уезд располагался на территории современной Республики Башкортостан, Челябинской и Оренбургской областей. Был известен золотыми приисками и рядом заводов, занимавшихся добычей железных руд и чёрной металлургией, в настоящее время городов Магнитогорск, Белорецк и др.

### Рельеф
В орографическом отношении описываемый уезд резко распадается на две части: западную — гористую и восточную — степную. В самую северную часть уезда входит центральная цепь Урала, под названием Урал-Тау, представляющая на всем дальнейшем протяжении в пределах Верхнеуральского уезда водораздел рек, текущих на восток (в реку Урал) и на запад (в реку Белую, впадающую в Каму).

### Гидрография
Реки, протекающие в Верхнеуральском уезде, относятся к трем речным бассейнам — Камы, Урала и Оби. Все реки западного склона Урала относятся к Камскому бассейну, и наиболее крупные из них в верхнем своем течении проходят в продольных долинах, а затем в среднем течении делают крутой поворот к западу, пересекая вкрест простирания породы, слагающие вышеописанные меридиональные цепи возвышенностей. Нижнее течение всех этих рек принадлежит уже соседним уездам Уфимской и Оренбургской губерний. Верхнее течение начинается обыкновенно или с плоских возвышенностей, располагающихся в продольных долинах и занятых часто невылазными болотами (истоки Юрюзани, Белой и др.), или с обширных болот, обычных спутников всех значительнейших вершин Урала.

### Геология
Геологическое строение Верхнеуральского уезда отличается большой сложностью. Резко разнится строение западного склона Урала и восточных его склонов. Сложный рельеф западного склона (см. карту северной половины уезда, изданную Геологическим комитетом: «Общ. геологическая карта России», л. 139) зависит от тектонических причин, выразившихся в ряде складок и сбросов одной и той же серии осадочных образований. На восточном же склоне осадные породы защемлены отдельными клочками среди массивных кристаллических и метаморфических пород, причем взаимные отношения отдельных островков осадочных пород становятся весьма запутанными, тем более, что головы всех, часто вертикально поставленных, слоев смыты и местность в ближайшем расстоянии от хребта Уральского имеет степной равнинный характер. Самый хребет Уральский (Урал-Тау) сложен из метаморфических сланцев и представляет антиклинальную складку с весьма крутым восточным и пологим западным крылом. Гранит, гнейс и сиенит развиты почти исключительно на восточном склоне. Наиболее значительное развитие пород этой группы в полосе, пересекающей р. Кидыш (приток Уя), между станицами Карагайской и Петропавловской, и протягивающейся к югу к р. Гумбейке, у отряда Кассель. Другая широкая полоса этих пород пересекает р. Уй и тянется к р. Тумач, южнее которого, расширяясь, направляется к южным границам уезда. Кроме метаморфических сланцев, о которых была речь выше, на востоке от Урала местами выступают кремнистые и кремнисто-глинистые сланцы с подчиненными им песчаниками и конгломератами, представляющие изменённые отложения каменноугольного и верхнедевонского возраста. На Верхнеуральск или Верхоуральск от Урала имеют обширное развитие обломочные зеленокаменные породы или туфы, зеленые сланцы и тесно с ними связанные роговики и яшмы. В пределах уезда эти породы образуют несколько широких меридиональных полос, из которых самая западная прилегает непосредственно к восточным предгорьям Урал-Тау, вторая пересекает нижнее течение Кидыша, большую часть Курасана и Губейки, а третья, входя в пределы уезда западнее ст. Кичигинской, пересекает р. Тумач и другие более южные притоки Тобола. В связи с указанными туфогеновыми породами находятся выступы порфиритов, по преимуществу диабазовых. Особенно обширное развитие имеют порфириты на север, восток и юг от Верхнеуральска. На западе от Урала диабазы образуют лишь незначительные выступы среди метаморфических и девонских пород, например, по р. Инзеру и его притокам. Породы группы габбро, а также тесно генетически с ними связанные различные другие породы, через изменение которых произошли змеевики, развиты главнейше на вост. склоне, образуя многочисленные, но относительно небольшие площади. Древнейшими палеонтологически охарактеризованными отложениями Верхнеуральского уезда представляются осадки девонского возраста. В основании их залегают сланцы и кварцевые песчаники, переходящие в слюдистые кварциты и метаморфические сланцы, которым в области верхнего течения р. Белой подчинены толщи мраморовидных известняков, содержащих так называемую герцинскую фауну. По восточную сторону Урала известняки эти защемлены небольшими клочками среди изверженных пород в верховьях р. Урала. На долю нижнедевонских песчаников, конгломератов, кварцитов и сланцев приходится наибольшая площадь развития, причем из них сложены многие наиболее значительные в пределах уезда возвышенности, каковы — Зигальга, Нары, Яман-Тау, Машак, Бакты, Белягуш, Зильмердак и т. д. Верхний ярус нижнего девона представлен темно-серыми известняками и сланцами, протягивающимися узкими полосами с юго-запада на северо-восток в долинах областей течения рек Юрезани, Инзеров и Тюльмени. Средний девон в пределах уезда подразделяется на два яруса, из которых верхний, палеонтологически охарактеризованный, соответствует верхним горизонтам западноевропейского средн. девона, нижний же в палеонтологическом отношении является совершенно немым. Верхнедевонские осадки на запад от Урала выступают уже за границей уезда, на восточном же склоне они слагают большую площадь к северу, западу и югу от города Верхнеуральска, в окрестностях которого представляются известняками с климениями и сланцево-песчаниковыми отложениями. Равным образом, и каменноугольные осадки развиты на западном склоне Урала лишь у западной границы уезда, на восток же от кряжа они образуют прерывающуюся полосу вблизи самого подножия Урал-Тау, в восточной же части уезда нижнекаменноугольные осадки, распадающиеся на нижний песчаниковый и верхний известняковый ярус, слагают широкие полосы, но выступы их прерваны более новыми третичными (эоценовыми) осадками, располагающимися горизонтальными слоями на размытых кристаллических и осадных породах и уходящими из Верхоуральского уезда в пределы Тургайской области.

## Население
По сведениям за 1888 г., в Верхнеуральском уезде (кроме города) числился всего 164 831 житель (83 667 мужского пола и 81 164 женского пола), из числа которых
| Народ                 | Численность в 190? году |
| --------------------- | ----------------------- |
| русские               | 105 851                 |
| башкиры               | 53 302                  |
| татары                | 3 379                   |
| мордва                | 1 304                   |
| чуваши и др. инородцы | 995                     |
| всего                 | 164 831                 |

В уезде 18 волостей; населенных мест, кроме г. Верхнеуральск, 264. Крестьянских поселений 162 и казачьих 102; дворов 27906.
По вероисповеданиям жители уезда распределяются так:
| Вероисповедание          | Численность в 190? году |
| ------------------------ | ----------------------- |
| православные             | 106 949                 |
| единоверцы и раскольники | 1 129                   |
| мусульмане               | 56 705                  |
| других исповеданий       | 46                      |

## Административное деление
В 1913 году в состав уезда входило 19 волостей:
| - Авзяно-Петровская — Авзяно-Петровский завод; - Березинская; - Белорецкая; - Варшавская — Неплюевский; - Велико-Петровская; - Верхнеуральская; - Кагинская; - Карагайская; - Катайская — Серменево; - Кизильская; | - Кубеляк-Телевская — Казаккулово; - Ломовская; - Магнитная; - Наследницкая; - Николаевская — Кулевчинский; - Тамьяново-Тангауровская — Аскарово; - Тептяро-Учалинская — Учалы; - Тирлянская; - Узянская — Узянское. |

## Экономика

### Земледелие
За пятилетие 1883—1887 г. под посевом находилось, в среднем (в десятинах): под озимой и яровой рожью — 3505, под яровой пшеницей — 62841, под овсом — 10187, под ячменем — 3294, под просом — 7294, под полбой, горохом и гречихой — 805 дес. В 1888 году в уезде собрано (в четвертях) озимой и яровой ржи — 43408 четв., яровой пшеницы — 287531 четв., овса — 436833 четв., ячменя — 81369 четв.

#### Скотоводство
К 1 января 1889 г. в уезде было лошадей — 109296, быков и волов — 14296, коров и телят — 80465, овец и ягнят — 182443, свиней — 4487, коз — 20347.

#### Лесная промышленность
Западная часть уезда весьма богата лесом; главная его масса поступает на заводы, и лишь незначительная часть сплавляется по pp. Уралу и Белой. Главные лесные породы: сосна, ель и пихта. Ежегодно значительное количество леса, кроме металлургических операций, идет на постройку барок для сплава заводских изделий.

#### Пчеловодство
Продажа башкирами обширных земель и обнищание их повлекли за собой упадок пчеловодства, составлявшего в прежнее время весьма доходную статью; особенно резко отразилось это на так называемом бортевом пчеловодстве.

#### Промышленность
По горнозаводской промышленности Верхнеуральский уезд занимает первое место в Оренбургской губернии. В западной части уезда находятся заводы, принадлежащие частным лицам:
- Белорецкий (ныне г. Белорецк)
- Тирлянский (пгт Тирлянский)
- Кагинский (ныне с. Кага)
- Верхне-Авзяно-Петровский (ныне с. Верхний Авзян)
- Нижне-Авзяно-Петровский (ныне с. Нижний Авзян)

Эти заводы занимаются производством чугуна, сортового и листового железа и проволоки; завод Узянский находится в бездействии.
В 1888 г. на заводах занималось: на горнозаводских работах 3 145 рабочих, на вспомогательных работах 11 095. Наиболее значительное количество железных руд (магнитных железняков) добывается заводами на горе Магнитной (Ула-Утасе-Тау), где добыто 1 783 342 пуда руды; остальные руды (бурые железняки) добываются среди нижнедевонских отложений, на землях частью заводских, частью арендуемых у башкир.
Общее количество добытой руды в 1888 г. — 4187254 пудов. Выплавлено чугуна в этом году — 1741400 пудов; железных изделий приготовлено 893780 пудов. В 1888 г. в даче Баимовского и Кубагушевского обществ, в Кудейской и Телеевской дачах Алтаяковского и Курамановского обществ, в Тамьяно-Танауровской волости, в Тептярско-Учалинской (Митряевской) даче, в Ахуновской Мещерякской даче и около станиц Варшавской, Карагайской и Наследницкой добыто золота из жильных месторождений 5 пудов 20 фунтов 24 золотника и россыпного — 23 пудов 15 фунтов 21 з.
В уезде находятся богатые месторождения хромистого железняка (в змеевиках), марганцевых руд (среди яшмы), медных руд, магнезита (среди змеевиков, диаллагоновых и энстатитовых пород), талька и горного льна, но большинство месторождений мало разведано и слабо эксплуатируется.

#### Торговля
Ярмарочная торговля в уезде сосредотачивается, главным образом, в станицах Оренбургского казачьего войска: Наследницкой, Великопетровской, Карагайской, Кизильской и в деревне Учалы. В 1889 г. ярмарочные обороты достигали 330 000 руб.

## Образование
В уезде находятся 13 правительственных школ, с 850 учащимися. Кроме правительственных училищ, в уезде находится значительное количество казачьих, общественных и церковных школ, мужских и женских, в общем свыше 137, с числом учащихся свыше 8000 (среднее число — 1 учащийся на 13 жителей). 4 училища — специально для башкир. На содержание училищ от казны истрачено 1590 руб., от заводоуправлений и сельских обществ — 4582 руб.